# アプリチェーナ
アプリチェーナ（イタリア語: Apricena）は、イタリア共和国プッリャ州フォッジャ県にある、人口約13,000人の基礎自治体（コムーネ）。

## 地理

### 位置・広がり

#### 隣接コムーネ
隣接するコムーネは以下の通り。
- レージナ
- ポッジョ・インペリアーレ
- リニャーノ・ガルガーニコ
- サン・マルコ・イン・ラーミス
- サン・パオロ・ディ・チヴィターテ
- サン・セヴェーロ
- サン・ニカンドロ・ガルガーニコ